# Foxley River
Foxley River est une communauté rurale dans le comté de Prince de l'Île-du-Prince-Édouard, Canada, au sud-est de Alberton.
Son nom vient d'une rivière locale qui fut nommée par Samuel Holland en 1765 pour Henry Fox (1705-1774), le 1er Baron Holland de Foxley.  La rivière coule vers le nord-ouest à la baie Cascumpec.
La plupart des premiers habitants de la communauté venaient de l'Irlande et les noms de famille dans la communauté démontrent cet héritage.  La pêche et l'agriculture sont les industries principales.  Il y a deux églises à Foxley River: St. Brigid (catholique) et l'église St. Peter (anglicane).